# Euphylidorea cherokeensis
Euphylidorea cherokeensis là một loài ruồi trong họ Limoniidae. Chúng phân bố ở miền Tân bắc.